# Bannière de la Paix de Roerich

La Bannière de la paix.

La Bannière de la Paix de Roerich est un drapeau inventé afin de protéger les œuvres d'art. Il suit le traité concernant la protection des institutions artistiques et scientifiques et des monuments historiques, ou Pacte Roerich, établi à Washington, le 15 avril 1935.
Le drapeau est changé en 1954 lors de la Convention de la Haye et qui remplacera la « Bannière de la Paix » pour les États parties aux Pacte Roerich et à la Convention de 1954.

Le nouveau signe distinctif instauré en 1954